# Isa Khel (Afghanistan)
Isa Khel ist eine Ortschaft in Afghanistan. Sie liegt im Distrikt Char Darah.

## Geschichte
Am 2. April 2010 (Karfreitag) fielen in der Ortschaft drei Bundeswehr-Soldaten im Rahmen des ISAF-Einsatzes (Karfreitagsgefecht):
- Hauptfeldwebel Nils Bruns (35)
- Stabsgefreiter Robert Hartert (25)
- Hauptgefreiter Martin Kadir Augustyniak (28).

Mehrere Soldaten wurden schwer verwundet. Ein gepanzertes Fahrzeug vom Typ Dingo wurde zerstört. Hartert und Augustyniak, die schwer verwundeten Ralf Rönckendorf und Maik Mutschke sowie zwei weitere Soldaten wurden am 29. November 2010 mit dem Ehrenkreuz der Bundeswehr für Tapferkeit ausgezeichnet.
Im Zuge der Operation Halmazag im November 2010 wurde die Ortschaft gemeinsam mit dem Nachbardorf Quatliam von Kampfflugzeugen bombardiert, von 500 Soldaten und Polizisten angegriffen und schließlich besetzt. In den folgenden vier Tagen kam es zu heftigen Gefechten, als Taliban versuchten, die Ortschaft wiederzuerobern.
Die Kämpfe wie auch das Versprechen einer schnellen Asphaltierung der Hauptverkehrsstraße und eines Anschlusses an das Stromnetz waren Teil der seit 2010 implementierten Strategie (FM 3-24 Counterinsurgency), die mit der Kommandoübernahme von David Petraeus in Afghanistan praktiziert wurde.
Seit 2011 galt Isa Khel als Folge der massiven Präsenz der Bundeswehr im südlichen Teil des Unruhedistriktes Chahar Darreh als weitgehend sicherer Ort in der Kundus-Provinz. Trotzdem kam es auch in der zweiten Jahreshälfte 2011 beispielsweise noch zu Raketenangriffen auf das Feldlager (Provincial Reconstruction Team) Kundus.
Die Türen des während des Karfreitagsgefechtes zerstörten Gefechtsfahrzeuges vom Typ Dingo wurden im September 2011 von einer Kampfeinheit der Task Force Kunduz III (Ausbildungs- und Schutzbataillon) geborgen und zur Erinnerung an die Gefallenen am Ehrenhain der Kompanie im Feldlager Kundus aufgestellt.